# BA-11 (autoroute)
Pour les articles homonymes, voir BA-11.
La BA-11 est une courte autoroute urbaine en projet qui va pénétrer dans Badajoz par le sud depuis la future rocade sud BA-30 et A-81 en provenance de Cordoue.
Elle va relier l'A-81 et la BA-30 au sud de l'agglomération à la Route de Séville au-centre-ville en doublant la N-432.

## Tracé
- Elle va prolonger l'A-81 avant de bifurquer avec la rocade sud BA-30 pour atteindre le centre de Badajoz.